# Dekanat żółkiewski
Dekanat żółkiewski – dekanat diecezji warszawskiej Kościoła Polskokatolickiego w RP, obejmujący swoim zasięgiem część obszaru województwa lubelskiego. Siedziba dekanatu znajduje się w Żółkiewce.

## Parafie dekanatu żółkiewskiego
- parafia Świętych Cyryla i Metodego w Dąbrówce, proboszcz: ks. mgr Marcin Dębski
- parafia Podwyższenia Krzyża Świętego w Gorzkowie, proboszcz: ks. dziek. mgr Kamil Wołyński
- parafia św. Izydora w Gródkach, proboszcz: ks. mgr Krzysztof Fudala
- parafia Świętych Apostołów Piotra i Pawła w Maciejowie Nowym, proboszcz: ks. mgr Krzysztof Fudala
- parafia św. Jakuba Apostoła w Żółkiewce, proboszcz: ks. dziek. mgr Kamil Wołyński